# PlanetQuake
PlanetQuake (Originaltitel Planetquake) ist ein US-amerikanischer Katastrophenfilm aus dem Jahr 2024 von Monroe Robertson, der auch das Drehbuch verfasste. Produziert wurde der Film von The Asylum.

## Handlung
Eine Atombombe aus dem Zweiten Weltkrieg, die auf dem Grund des Marianengrabens liegt, soll von einem Schiff aus geborgen werden. Bei dem Versuch gibt der Boden plötzlich nach, wodurch die Bombe explodiert. Dadurch werden auf beiden Seiten des Pazifischen Ozeans starke Erdbeben und Tsunamis verursacht. Dr. Milly Anderson arbeitet mit ihrem Kollegen Peter Houston im National Earthquake Information Center. Geschockt müssen sie feststellen, dass Seattle von den Naturkatastrophen schwer heimgesucht wird. Daher kann der dortige Flughafen nicht angesteuert werden, sodass Sophie Anderson, Dr. Milly Anderson Tochter, nicht landen kann. Daher eskaliert die Lage um Flugbegleiterin Jiah im Flugzeug.
General West, Leiter des NSA, kontaktiert Dr. Milly Anderson und fordert sie dazu auf, innerhalb der nächsten drei Tage Kontakt mit ihrem Bruder Dresden herzustellen, da er der Einzige ist, der weiß, wie man verhindern kann, dass sich die Plattentektonik weiter ausdehnt. Ihr Bruder arbeitete einst ebenfalls für die NSA, verließ den Nachrichtendienst aber und gilt seitdem als verschwunden. Kaum ist das Telefonat beendet, taucht Dresden plötzlich auf.
Der Plan ist schnell entworfen: Eine orbitale Waffenplattform, die seit der Präsidentschaft Ronald Reagans unbenutzt und unbeachtet herumliegt, soll reaktiviert werden. Die dortigen Laser können dazu genutzt werden, den Druck auf die tektonischen Platten zu verringern und die Erdbeben zu stoppen. Als Problematik entpuppt sich die Tatsache, dass Dresden die einzigen Kopien der Scharfschaltcodes mitnahm, als er ging, und sie daher nur einen wirklichen Versuch haben. Hilfe erhalten sie von Major Joshua Anderson, dem Vater von Dr. Milly Anderson.

## Hintergrund

### Produktion
Außendrehs entstanden unter anderem im Jennings County im US-Bundesstaat Indiana. Im selben Bundesstaat wurden außerdem in Butlerville die Szenen in den Ruinen und in North Vernon die Szenen in einer zerstörten Stadt realisiert. Es handelt sich um das Regie- und Drehbuchdebüt von Monroe Robertson in einer Spielfilmproduktion.

### Veröffentlichung
In den Vereinigten Staaten erschien der Film vom 26. Januar 2024 bis zum 1. Februar 2024 in ausgewählten Kinos. In Deutschland startete er am 16. August 2024 in den Videoverleih. Am 15. September 2024 feierte der Film auf dem Münchener Fernsehsender Tele 5 seine Free-TV-Premiere.

## Rezeption
„Hanebüchener Trash-Katastrophenfilm mit kläglichen Effekten und vielen redundanten Dialogszenen, mit denen das bescheidene Werk auf Spielfilmlänge gebracht wird. Abgesehen vom unbedarften Einbezug historischer und geologischer Aspekte unterscheidet es sich kaum von vergleichbaren Werken.“

„Billiges, mies getrickstes Leinwand-Desaster.“

Jim Morazzini lobt in seiner Filmkritik auf Voices From The Balcony die Filmdialoge, die besser seien als die üblichen Filmproduktionen von The Asylum. Er bemängelt die geringe Anzahl und die Qualität der Filmeffekte. Er schreibt von einem „ausgesprochen langweiligen Film“, der „mit ein wenig Mühe und etwas mehr Geld viel besser hätte sein können“. Final erhält der Film von ihm 1,5 von möglichen 5,0 Sternen.
Im Audience Score, der Zuschauerwertung auf Rotten Tomatoes, hat der Film bei weniger als 50 Abstimmungen eine Wertung von 17 %. In der Internet Movie Database hat der Film bei über 190 Stimmenabgaben eine Wertung von 3,1 von 10,0 möglichen Sternen (Stand: September 2024).